# Municipio de Dunbar (Minnesota)
El municipio de Dunbar (en inglés: Dunbar Township) es un municipio ubicado en el condado de Faribault en el estado estadounidense de Minnesota. En el año 2010 tenía una población de 283 habitantes y una densidad poblacional de 3,04 personas por km².

## Geografía
El municipio de Dunbar se encuentra ubicado en las coordenadas 43°48′22″N 93°42′19″O / 43.80611, -93.70528. Según la Oficina del Censo de los Estados Unidos, el municipio tiene una superficie total de 93.13 km², de la cual 93,13 km² corresponden a tierra firme y (0 %) 0 km² es agua.

## Demografía
Según el censo de 2010, había 283 personas residiendo en el municipio de Dunbar. La densidad de población era de 3,04 hab./km². De los 283 habitantes, el municipio de Dunbar estaba compuesto por el 98,94 % blancos, el 0,71 % eran asiáticos y el 0,35 % eran de una mezcla de razas. Del total de la población el 2,47 % eran hispanos o latinos de cualquier raza.